# Legnickie Pole

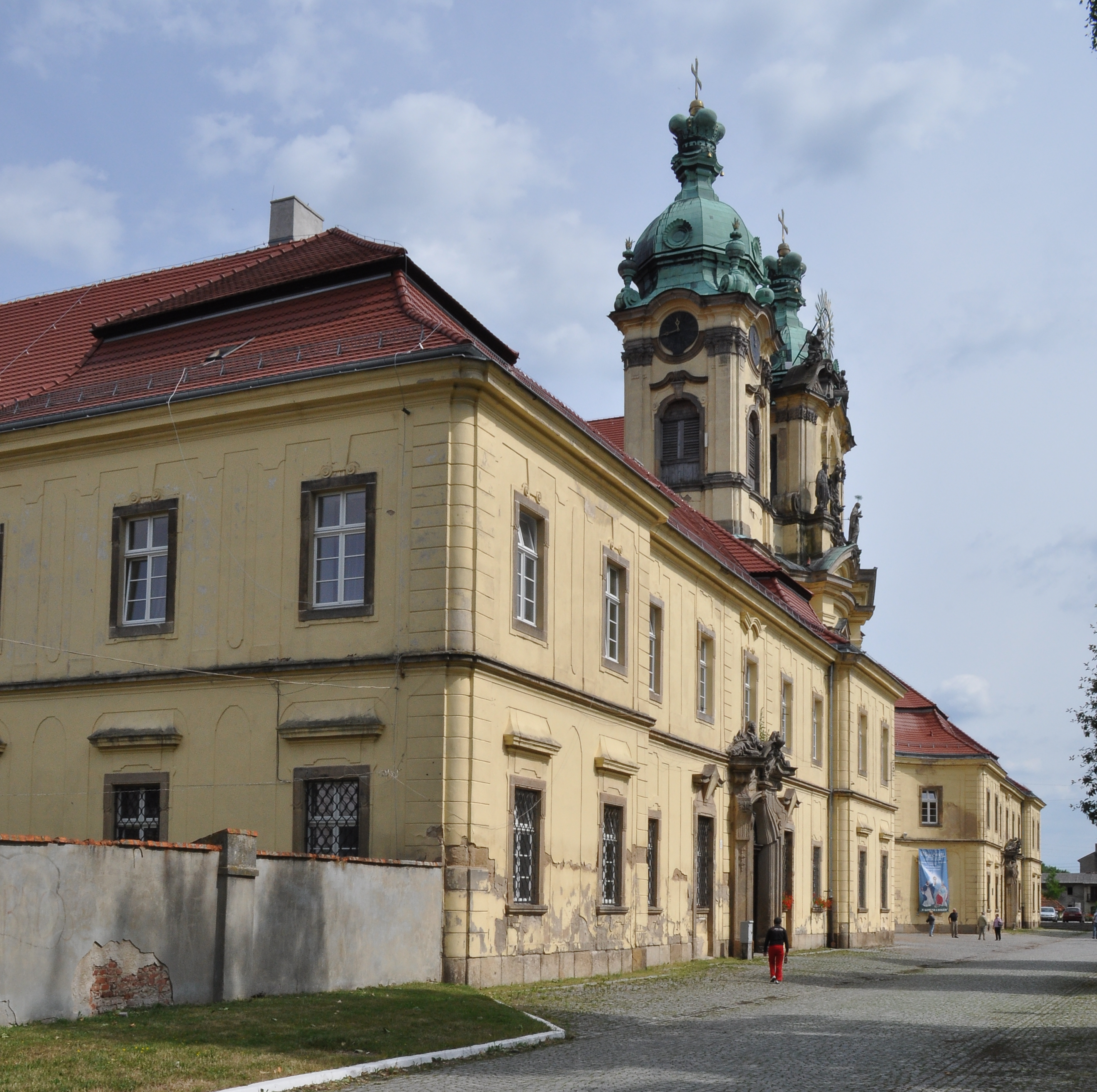
Klostret

Legnickie Pole [lɛgˈɲiʦcɛ ˈpɔlɛ], tyska: Wahlstatt, är en by och centralort i landskommun i sydvästra Polen, belägen i distriktet Powiat legnicki i Nedre Schlesiens vojvodskap, 10 kilometer sydost om staden Legnica.
Byn har omkring 780 invånare och utgör centralort i en landskommun med totalt 5 127 invånare i juni 2014.

## Historia
Orten är känd som plats för slaget vid Liegnitz 1241, där en mongolisk armé besegrade den tysk-polska riddarhären under Henrik II av Nedre Schlesien, som stupade i slaget. I byn grundades efter slaget ett benediktinerkloster av Henrik II:s mor, den sedermera helgonförklarade Hedvig av Andechs. Den nuvarande klosterkyrkan uppfördes 1723-1731. Orten tillhörde Preussen 1742-1945, mellan 1871 och 1945 även som del av Tyskland.

## Sevärdheter
- Den tidigare klosterkyrkan, idag S:a Hedvigskyrkan, uppförd i barockstil 1731 efter ritningar av Kilian Ignaz Dientzenhofer.
- Den tidigare protestantiska bykyrkan är idag museum som behandlar slaget vid Liegnitz.

## Kommunikationer
Orten ligger omedelbart i anslutning till motorvägen A4 (E40) sydost om Legnica.